# Julodis viridipes
Julodis viridipes é uma espécie de besouro da família Buprestidae.

## Descrição
Julodis viridipes pode atingir um comprimento de cerca de 22 a 36 milímetros. A cor básica é azul. Cabeça, tórax e abdômen são cobertos por tufos de pelo amarelo e as pernas são verdes.

## Distribuição
Esta espécie pode ser encontrada na África do Sul e está associada ao arbusto lenhoso Didelta spinosa.  